# Ukrenerho
Ukrenerho  (ukrainisch Укренерго, englisch Ukrenergo) ist eine als Übertragungsnetzbetreiber tätige Aktiengesellschaft, deren alleiniger Anteilseigner der ukrainische Staat ist, vertreten durch den Minister der Finanzen. Das Unternehmen betreibt die überregionalen Stromnetze in der Ukraine, insbesondere das Hochspannungsfreileitungsnetz.

## Geschichte
Nach Auflösung der Sowjetunion blieb das ukrainische Stromnetz zunächst noch in das dort weiterbestehende  Integrated Power System (IPS) eingebunden, mit Ausnahme des Burschtyn-Gebietes, das 2003 als Energieinsel dem europäischen ENTSO-Verbund angeschlossen wurde.
Nach der Annexion der Krim 2014 unterzeichnete die Ukraine das EU-Ukraine Assoziierungsabkommen und 2017 das Abkommen zur Synchronisierung der gesamten Ukraine in das europäische Verbundnetz. Danach sollte die Integration bis 2023 vollzogen werden.
Am 1. März 2019 bestätigte der Minister der Finanzen der Ukraine einen Aktionsplan zur Umwandlung der Gesellschaft in eine private Aktiengesellschaft (PrJSC), die am 29. Juli 2019 vollzogen wurde. 2020 begannen die Gerichtsverhandlungen wegen der illegalen Enteignung der Anlagen in der Krimregion durch die Russische Föderation.
Der Russische Überfall auf die Ukraine führte zur Beschleunigung des Wechsels in das europäische Verbundnetz. Am 24. Februar 2022 wurde die Ukraine vom russischen Verbundnetz getrennt, was als kurzer Test für den Inselbetrieb vorgesehen war.
Die Ukraine war in der Lage, diese ungewisse Situation zu bestehen, weil die Nachfrage nach Strom wegen der Flucht vieler Bewohner und durch kriegsbedingte Ausfälle um ein Drittel zurückging.
Die Ukraine und Moldawien wurden am 16. März 2022 an das europäische Verbundnetz angeschlossen.
Die Ukraine kann Strom an die Partner des europäischen Verbundnetzes erst verkaufen, wenn dafür spezifische Kompensatoren installiert sind. Zwar kann Strom von den Partnern bezogen werden, jedoch ist dafür nur eine begrenzte Leitungskapazität vorhanden, so dass nicht die für das gesamte Land benötigte Menge zur Verfügung steht.
Seit 2024 ist der Deutsche Patrick Graichen, ehemals Staatssekretär im Bundesministerium für Wirtschaft und Klimaschutz (2022 bis 2024), Mitglied des Aufsichtsrates des Konzerns.

## Geschäftstätigkeit
Zweck des Unternehmens ist die betriebswirtschaftliche und technische Kontrolle des integrierten Energiesystems der Ukraine gemäß dem Gesetz über den Elektrizitätsmarkt. Hierfür wurden  Fernleitungsnetze installiert, um Strom mit technischen Messgeräten zu erfassen und mit Hilfe eines eigenen Abrechnungssystems zu handeln.